# Anberlin
Anberlin is een Amerikaanse rockband die in Winter Haven, Florida in de Verenigde Staten in 2002 gevormd werd. Sinds 2007 bestaat de band uit zanger Stephen Christian, gitaristen Joseph Milligan en Christian McAlhaney, bassist Deon Rexroat, en drummer Nathan Young.
Leden van Anberlin vormden in 1998 oorspronkelijk een band met de naam SaGoh 24/7, die twee albums uitbracht voordat ze opgeheven werd. Na de opheffing veranderden de leden van muziekstijl en gingen verder onder een andere naam. Anberlin werd in 2002 gevormd. Binnen een jaar na de vorming tekenende de band een contract met platenmaatschappij Tooth & Nail Records en brachten ze hun eerste album uit, Blueprints for the Black Market. In 2005 bracht de band haar tweede album uit, Never Take Friendship Personal, waarvan 150.000 exemplaren verkocht werden. De band ontwikkelde een trouwe achterban op MySpace en gaf gemiddeld meer dan 200 optredens per jaar. Het derde album van de band, Cities, werd in 2007 uitgebracht. Het werd hun eerste album dat het haalde tot de top 20 van de Billboard 200. In de eerste verkoopweek werden 34.000 exemplaren verkocht.
Na vijf jaar en drie albums bij Tooth & Nail Records, kondigde Anberlin in augustus 2007 aan verder te gaan bij Universal Republic. Het eerste album daar werd in 2008 uitgebracht en was getiteld New Surrender. Het album haalde de 13e positie op de Billboard 200, terwijl de single Feel Good Drag, op nummer één in de Alternative Songs chart kwam, en 29 weken in de lijst stond. Voordat Anberlin hun vijfde album uitbracht, Dark Is the Way, Light Is a Place, had Anberlin al 700.000 albums verkocht.

## Geschiedenis

### SaGoh 24/7 en het ontstaan van Anberlin (1998–2002)
Zanger Stephen Christian leerde bassist Deon Rexroat op school kennen en samen vormden ze een punkband met de naam 'SaGoh 24/7'. Drummer Sean Hutson en gitarist Joseph Milligan kwamen toen ook bij de groep. Deze band bracht twee albums uit, Servants After God's Own Heart (1999), en Then I Corrupt Youth (2001), allebei onder de vlag van Rescue Records. Nadat er van de albums slechts 1300 stuks werden verkocht, verliet Hutson de band om een gezin te stichten, en kwam Nathan Young in de band om hem te vervangen.
Christian, Milligan en Rexroat startten het werk aan een nevenproject, wat het begin van het einde betekende voor SaGoh 24/7. Milligan opperde om meer de kant van de rock op te gaan. Ze gebruikten geld dat over was van de optredens die ze eerder hadden gegeven en namen vijf demo's op met producer Matt Goldman. De demo's die op PureVolume werden geplaatst, kwamen onder de aandacht van verschillende platenlabels. Het advies van vrienden zoals Chad Johnson en Timmy McTague van Underoath opvolgend, tekende de band bij Tooth & Nail Records.

### De eerste twee albums (2002–2005)

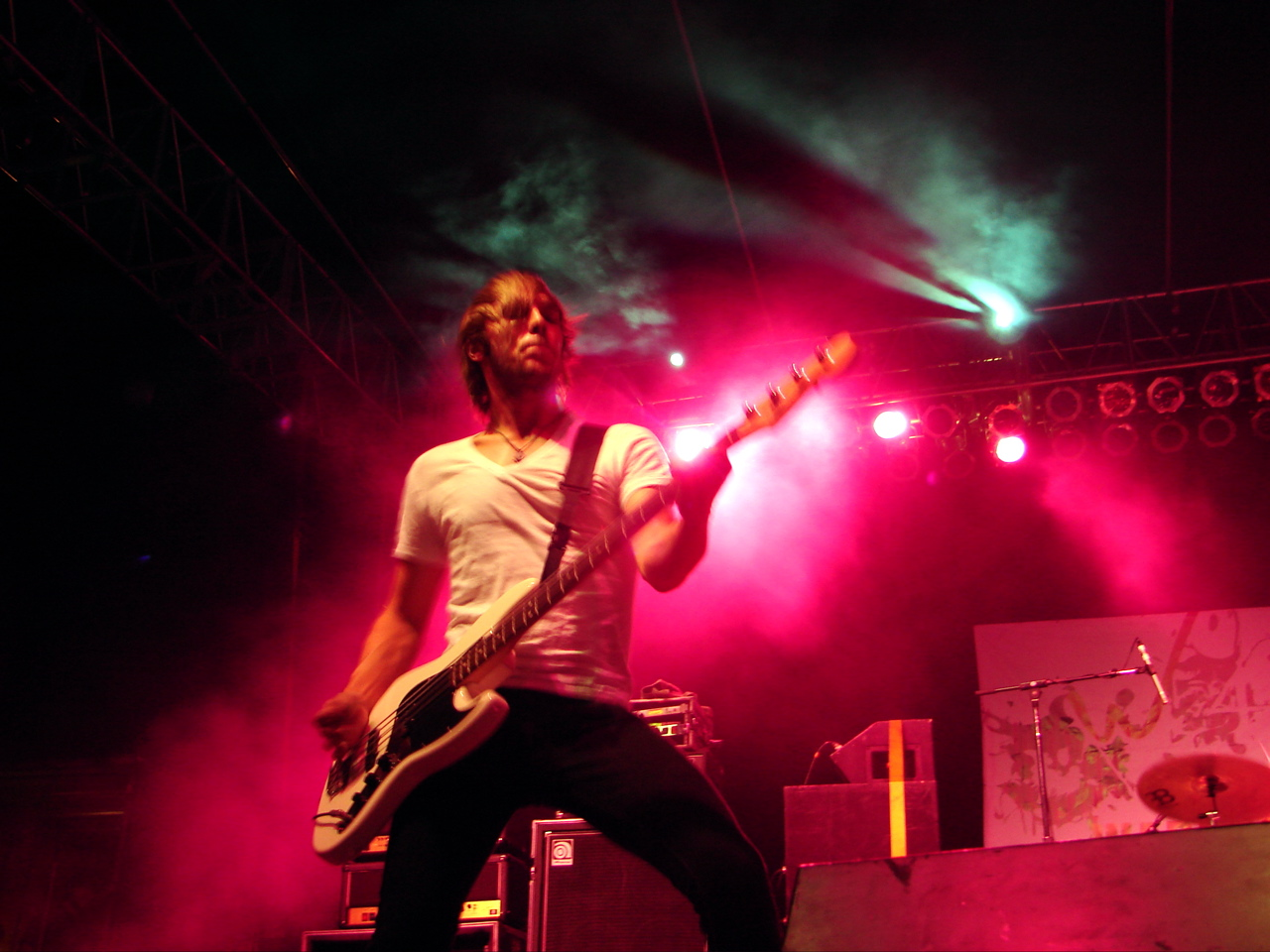
Bassist Deon Rexroat tijdens een optreden op Purple Door in augustus 2007

Van de vijf demo's die Anberlin met Matt Goldman had opgenomen werden er uiteindelijk drie uitgekozen om op het eerste album van de band te komen. Het ging hierbij om Readyfuels, Driving (later hernoemd naar Autobahn) en Foreign Language. Embrace the Dead was ook als demo opgenomen en wordt vaak onterecht als een nummer van Anberlin gezien. Dit nummer haalde het echter niet tot het eerste album omdat het niet paste in de stijl waar de band voor gekozen had.
Nadat Anberlin de demo's van Acceptance gehoord had, koos Anberlin ervoor om hun eerste album met dezelfde producer, Aaron Sprinkle, op te nemen. Zo lang als de band bij Tooth & Nail Records gebleven is hebben ze met hem samengewerkt. Nauwelijks een jaar na het ontstaan van Anberlin brachten zij hun eerste album uit, getiteld Blueprints for the Black Market (2003). Het haalde de hitlijsten niet, maar gestimuleerd door hun eerste single, Readyfuels, werden er van het album zo'n 60.000 stuks verkocht. Doordat Anberlin veel met andere bands van Tooth & Nail Records toerde en zichzelf op internet zwaar promootte, verzamelde de band al vroeg een toegewijde schare fans.
Gitarist Joey Bruce werd uiteindelijk uit de band gezet. Volgens Christian, was hij "all about sex and drugs", en ging hij een andere kant op dan de rest van de band. Nadat verschillende vervangers niet passend bleken, kwam uiteindelijk Nathan Strayer van The Mosaic in zijn plaats in de band.
Hun tweede album, Never Take Friendship Personal, bracht Anberlin begin 2005 uit. Het album was wederom in samenwerking met Aaron Sprinkle tot stand gekomen. Het album kwam als nummer 144 binnen op de Billboard 200, en bracht de band een stap dichter bij de 'mainstream'. Never Take Friendship Personal werd door recensenten over het algemeen beter ontvangen dan Blueprints for the Black Market, en kreeg goede publiciteit. Voordat het werd uitgebracht, promootte de band het album door elke week een nummer van het album vrij te geven op hun website en op hun PureVolume en MySpace accounts. Twee singles werden van het album uitgebracht: A Day Late en Paperthin Hymn. Beide waren redelijk succesvol op alternatieverockradio, met als hoogtepunt de 38e positie op de Hot Modern Rock Tracks-hitlijst.
Anberlin deed gedurende deze tijd enkele compilaties en nam covers op van Bob Dylans Like a Rolling Stone, Depeche Mode's Enjoy the Silence en het nummer Christmas (Baby Please Come Home).

### CitiesenLost Songs(2005–2007)

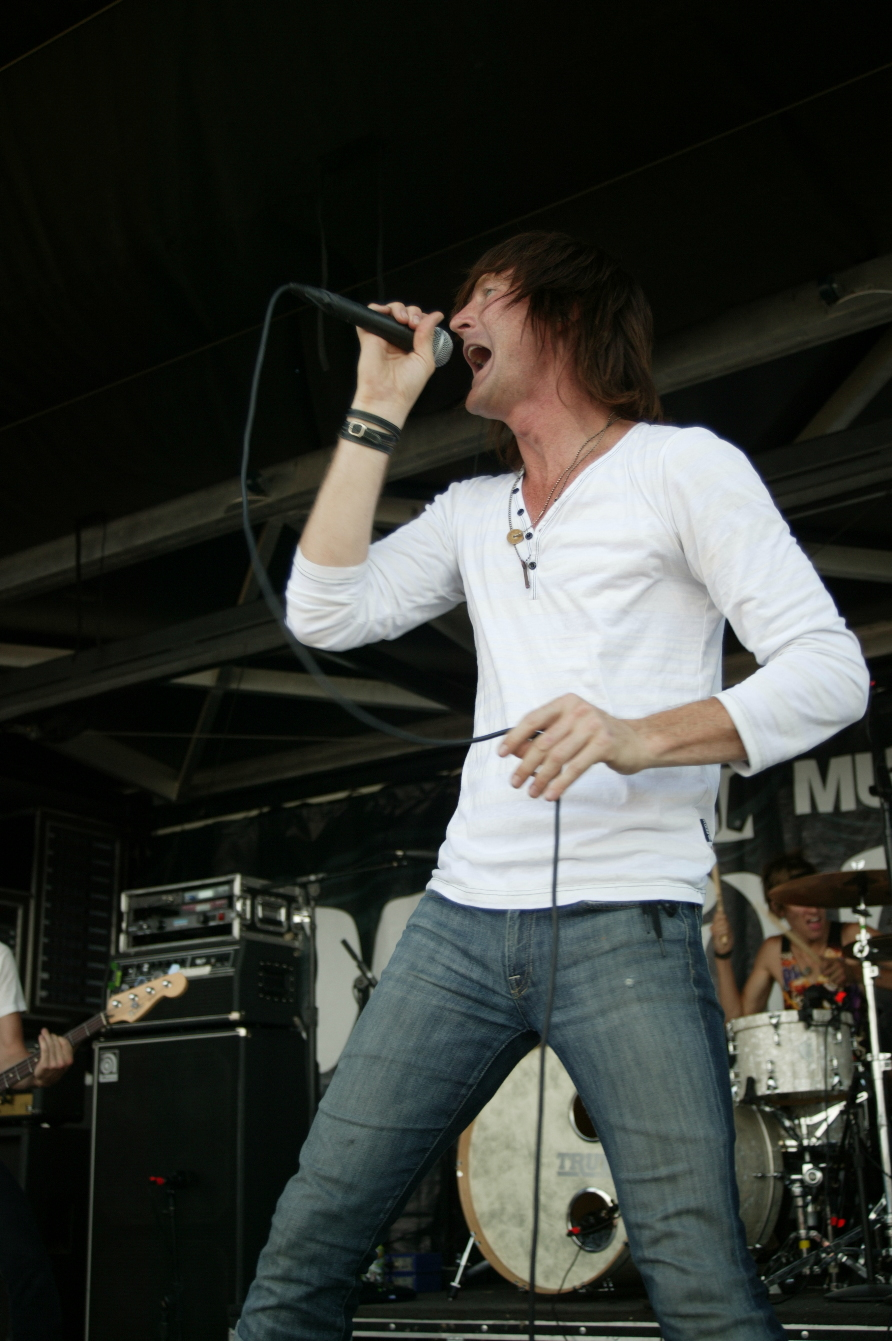
Optreden in Las Cruces, tijdens de 2007 Warped Tour

Anberlins derde album, wederom geproduceerd door Aaron Sprinkle, werd begin 2007 onder de titel Cities uitgebracht. Er werden 34.000 stuks van verkocht in de eerste week na het uitkomen van het album, het kwam dan ook binnen op nummer 19 van de Billboard 200 hitlijst en kreeg, evenals hun vorige album, vrij goede kritiek van recensenten. Voor het uitbrengen van Cities, bracht de band eind 2006 Godspeed EP uit, enkel op iTunes, om een voorproefje van hun album te geven. Als reclame voor hun album, deed Anberlin hun eerste tour als hoofdband (en niet als voorprogramma), ondersteund door Bayside, Meg & Dia en Jonezetta.
In een interview over het album vertelde Christian dat de songteksten van de nummers steeds volwassener werden. "The first CD (Blueprints for the Black Market) was childish in the manner that it was Man vs. World in the lyrics. The second (Never Take Friendship Personal) was Man vs. Man. Cities is more adult in the manner that it's Man vs. Self."
Drie of vier weken voor het uitbrengen van Cities werd aangekondigd dat gitarist Nathan Strayer de band zou verlaten om terug te keren naar The Mosaic en dat Christian McAlhaney, die eerder bij Acceptance had gespeeld, hem zou vervangen.
Een verzamelalbum van nog niet eerder uitgebracht materiaal, genaamd Lost Songs, werd op 20 november 2007 uitgebracht. Op dit album staan bonustracks, demo's, covers en akoestische versies van eerder uitgebrachte nummers.

### Universal Republic enNew Surrender;Blueprints...(2007–2009)
De band tekende bij Universal Republic op 16 augustus 2007, en begon kort daarna met het schrijven van materiaal voor hun debuut bij dit label, getiteld New Surrender. Dit album werd op 30 september 2008 uitgebracht. Dit album was het eerste dat niet door Tooth & Nail Records werd gedistribueerd werd on ook niet door Aaron Sprinkle geproduceerd werd. Het eerste nummer van dit nieuwe album was oorspronkelijk tijdens de optredens Bittersweet Memory getiteld, maar werd later omgedoopt tot Breaking. Een akoestische remix hiervan werd exclusief gedurende de Warped Tour van 2008 verkocht op USB-polsbandjes. Op 11 juli 2008, plaatste de band een ander nieuw nummer, getiteld Disappear, op hun MySpace-profiel. De eerste echte single van dit album was het opnieuw opgenomen Feel Good Drag, die vanaf 18 augustus op de radio te horen zou moeten zijn, hij werd echter op 26 augustus uitgebracht.
De band regelde dat ze acht weken konden opnemen met Neal Avron, bekend van New Found Glory, Yellowcard en Fall Out Boy, in begin februari 2008. Stephen Christian vertelde in een interview: "We're very excited about working with Neal; I think our fans are going to be pleased when they hear the final result." Christian sprak ook over de moeilijkheden die het schrijven van het nieuwe album met zich meebracht. "When you try to write 29 songs lyrically you find yourself topically working in circles; I only go through so much in one year, but needlessly I have dedicated myself to begin searching books, art, and friends for new directions." Gedurende het opnameproces, plaatste de band een live-webcam in de studio zodat fans konden toezien hoe ze het album opnamen via het MySpace profiel van de band.
In de eerste week na verschijning werden er 36.000 exemplaren van het album verkocht, waarmee het in de Billboard 200 op nummer 13 binnenkwam. het kwam ook op nummer vijf in de Top Current Rock chart, volgens een persbericht van Universal Republic. Om de verkoop van hun album te ondersteunen, begon Anberlin een tour samen met Scary Kids Scaring Kids, Straylight Run, en There For Tomorrow. Kyle Flynn, die oorspronkelijk in de band Acceptance speelde, kwam bij de band als tourlid en bespeelde het keyboard, de akoestische gitaar en verzorgde achtergrondzang. Vervolgens reisde de band af naar het Verenigd Koninkrijk waar ze Elliot Minor ondersteunden en enkele shows gaven met Furthest Drive Home en Data.Select.Party als ondersteuning.
Anberlin ging vervolgens de studio weer in om enkele nummers op te nemen, waarvan een cover van True Faith van New Order er een was, die vervolgens online beschikbaar gesteld werd. Daarnaast nam de band ook een cover op van Mother van Danzig, die ze voor het eerst aan het publiek toonde gedurende een interview met Billboard. Na als ondersteunende band opgetreden te hebben gedurende een tour van Taking Back Sunday in mei en juni 2009, besloot de band in de zomer te gaan schrijven aan de opvolger van het album New Surrender, de datum waarop dit nieuwe album uitgebracht zou worden bleef onbekend, aangezien Anberlin goed de tijd wilde nemen om het album te schrijven. Eveneens gingen ze in Australië op tour, samen met The Academy Is.... Een bonustrack van New Surrender, genaamd A Perfect Tourniquet, werd uitgebracht als soundtrack voor het televisieprogramma 90210. De cover van New Orders True Faith werd op 17 november vrijgegeven op de radio. Op dezelfde dag bracht Tooth & Nail Records Blueprints for City Friendships: The Anberlin Anthology uit. Blueprints... is een 3-CD set met daarop 33 nummers: alle nummers van de albums die Anberlin onder Tooth & Nail Records uitbracht.

### Dark Is the Way, Light Is a Place(2010–2013)
In een interview met de South Florida Sun-Sentinel in december 2009, onthulde zanger Stephen Christian dat de band begin 2010 wederom de studio in zou gaan, en dat later dat jaar een nieuw album uitgebracht zou worden. Hij zei: "It looks like we are going to go to the studio in January, February or March, right around that time". Drummer Nathan Young vertelde dat het album "less poppy" en "darker" zou zijn. Christian liet de wereld via zijn Twitteraccount in december 2009 weten, dat zijn keuze voor de naam van het album "a go" was, maar hij noemde de naam van het toekomstige album nog niet.
En inderdaad, in maart 2010 dook Anberlin de studio's in om hun nieuwe album op te nemen. Op 3 maart werd bekendgemaakt dat de band zou samenwerken met de Grammy Award-winnende producer Brendan O'Brien. Het opnemen van het album was op 9 april voltooid, en het mixen begon op 13 april. In een interview met MyMag in dezelfde maand, maakte Christian bekend dat de datum waarop het album uitgebracht zou worden "looking like late July or early August" was. In een interview met Spin Magazine in mei 2010, maakte McAlhaney echter bekend dat het album in september 2010 uitgebracht zou worden.
Begin juni 2010, werd de definitieve datum bekend: 21 september 2010. Ook begon de band hun nieuwe muziek alvast te promoten, door videos van optredens waarin de nummers van het nieuwe album voorkwamen online te zetten. Een persbericht onthulde op 17 juni dat het vijfde album van Anberlin de naam Dark Is the Way, Light Is a Place zou krijgen. Deze titel komt uit Dylan Thomas’ Poem on His Birthday. Tegelijkertijd met het vrijgeven van de tracklisting, kondigde het persbericht ook een single van het album aan, getiteld Impossible, die vanaf 12 juli 2010 op de radio te horen was.
Toen de band gevraagd werd naar de mogelijke impact van hun nieuwe album, antwoordde Stephen Christian: "I feel like we're on the brink of something... either world domination or destruction, but either way we're on the brink."
Anberlin ondersteunde 30 Seconds to Mars op hun Closer to the Edge Tour met CB7 gedurende april en mei 2011.
In een interview met Common Revolt maakte Stephen Christian bekend dat ze begonnen waren met het schrijven van een nieuw album. Enkele nummers zijn al geschreven, waarvan een met de titel Control en een dat geïnspireerd is op de gebeurtenissen in Egypte.

### Anberlin kondigt aan te stoppen (2014)
Op 16 januari 2014 kondigde Anberlin aan dat de band datzelfde jaar zal gaan stoppen. De band legt uit in een video dat het niet wil wegkwijnen, maar het succes en het leven wat de band beschoren was wil vieren. In dit laatste jaar verschijnt er een nieuw album, getiteld Lowborn, en toert de band voor het laatst door onder andere het Verenigd Koninkrijk, Brazilië, Australië en de Verenigde Staten.

## Oorsprong van de naam
Zanger Stephen Christian heeft verschillende verhalen opgehangen over de oorsprong van de naam naar buiten gebracht. Eén daarvan was dat Christian lang van plan geweest was zijn eerste dochter 'Anberlin' te noemen. Toen de band op zoek was naar een naam, stelde Christian het voor: "We were all sitting around trying to come up with a name. None of us were married or had kids, but one day I was going to name my daughter Anberlin, so I figured we could name the band that until we thought of something better. So we chose Anberlin and no one has thought of anything better." Hij maakt bekend dat zijn eerste dochter geen Anberlin meer zou heten, zo zei hij: "If I ever have a daughter and name her Anberlin, she'll think she was named after the band instead of the other way around." Een fan van de band, in Sacramento, noemde haar dochter wél "Riley Anberlin" en kreeg de kans die dochter aan Stephen Christian voor te stellen voorafgaand aan een show in The Underground in 2007. In een ander interview maakte Christian bekend dat de naam van de band bedacht was terwijl hij nadacht over steden in Europa die hij nog wilde bezoeken. In zijn gedachten maakte hij een lijstje: "London, Paris, Rome, and Berlin." Christian meende dat "And Berlin" een goede naam voor een band zou zijn, en op het moment dat de band om een naam verlegen zat, opperde hij "And Berlin", wat vervolgens verbasterd werd tot "Anberlin."
Later heeft Christian deze uiteenlopende verhalen verklaard door toe te geven dat de leden van de band, als grap in interviews "would take turn making stories about how it came to be" toen de band net begonnen was, omdat hij vond dat de werkelijke oorsprong van de naam van de band niet interessant genoeg was. Christian noemde een aantal voorbeelden van dergelijke verhalen. Zo was er een verhaal over hoe zijn grootvader "saved a little girl from a World War II bombing... her name was Anberlin" een ander verhaal was dat ze een hond hadden aangereden die de naam 'Anberlin' had. Op een gegeven moment waren de verhalen zo uiteenlopend, dat de band besloot de ware oorsprong van de naam bekend te maken. Hij vertelde dat de naam werkelijk uit Everything in Its Right Place van Radiohead kwam: "There are several stories that have circulated on the internet, but the actual story is when I was in college my favorite band was Radiohead; on one of their songs off the record Kid A there is a background noise on the song Everything in Its Right Place (about 2 minutes 31 seconds into the song). While Thom (Yorke) is singing try to say I always thought the background noise sounded like Anberlin, I always thought that Anberlin would have been a great band name and well...it was/is."

## Anberlin als christelijke band
Door de jaren heen is Anberlin door een groot deel van de fans, recensenten en andere media met name als een christelijke rockband gekarakteriseerd. Stephen Christian maakte in een interview echter bekend dat hun geloof gecompliceerder is dan een simpel label: "I think we're categorized like that a lot because we're on Tooth & Nail Records, which, years ago, was known as a Christian label and never lost that reputation. I don't care who listens to our records. If it helps people in whatever circumstances they're in, that's amazing, but I definitely don't classify us as a Christian band." Bovendien merkte Christian in een ander interview op: "[My faith] affects every single aspect of my life, but I'm not a preacher, I'm an entertainer."
Ondanks deze en andere soortgelijke bekendmakingen, wordt de band door velen nog steeds geclassificeerd als deel van het christelijke rock-genre, en het is ook zo dat enkele nummers van Anberlin daadwerkelijk christelijke verwijzingen bevatten. Bovendien treedt de band op op christelijke muziekfestivals zoals het Parachute Music Festival, het Cornerstone Festival en ook het Nederlandse Xnoizz Flevo Festival en worden hun nummers opgenomen in compilatie-cd's met christelijke rock evenals op dergelijke dvd's. Hun nummers worden als laatste ook nog gespeeld op het Gospel Music Channel.
In het christelijke rockmagazine HM (Hard Music, wat oorspronkelijk het 'fanzine' Heaven's Metal was) komt Anberlin ook regelmatig voor. Christian heeft een brief ingestuurd naar dit tijdschrift, waarin hij kritiek uit op de christelijke punkband the Knights of the New Crusade om hun promotieplaatje dat volgens Christian een "black mark on the face of Christianity" voorstelde.
Daarnaast heeft Christian in een interview met de radiozender Lightforce gezegd dat de band probeert om te "step out of the bubble", waarbij hij Anberlin deel van het christelijke muziekgenre noemde. Hij had het tot in detail over wat hij meende dat christenen in hun leven zouden moeten doen: van anderen houden en hen in de armen sluiten, zoals Jezus ook zou doen en Gods gratie aan anderen tonen. Hij refereerde ook aan een interview waarin de band Fall Out Boy zei dat ze eigenlijk niet veel van Jezus wisten, totdat Anberlin met hen getoerd had.
Drummer Nathan Young zei in een interview met Smartpunk: "The thing is, some bands that are trying to get out of the Christian market, they get bummed out by questions about it. I don’t really mind it, because I’m a Christian, and I’m okay talking about it. With the whole term 'Christian Band,' I don’t understand how a band can be Christian. We get the question, 'Is Anberlin a Christian band?' and it’s like, yeah, Anberlin is — as humans".

## Bezetting

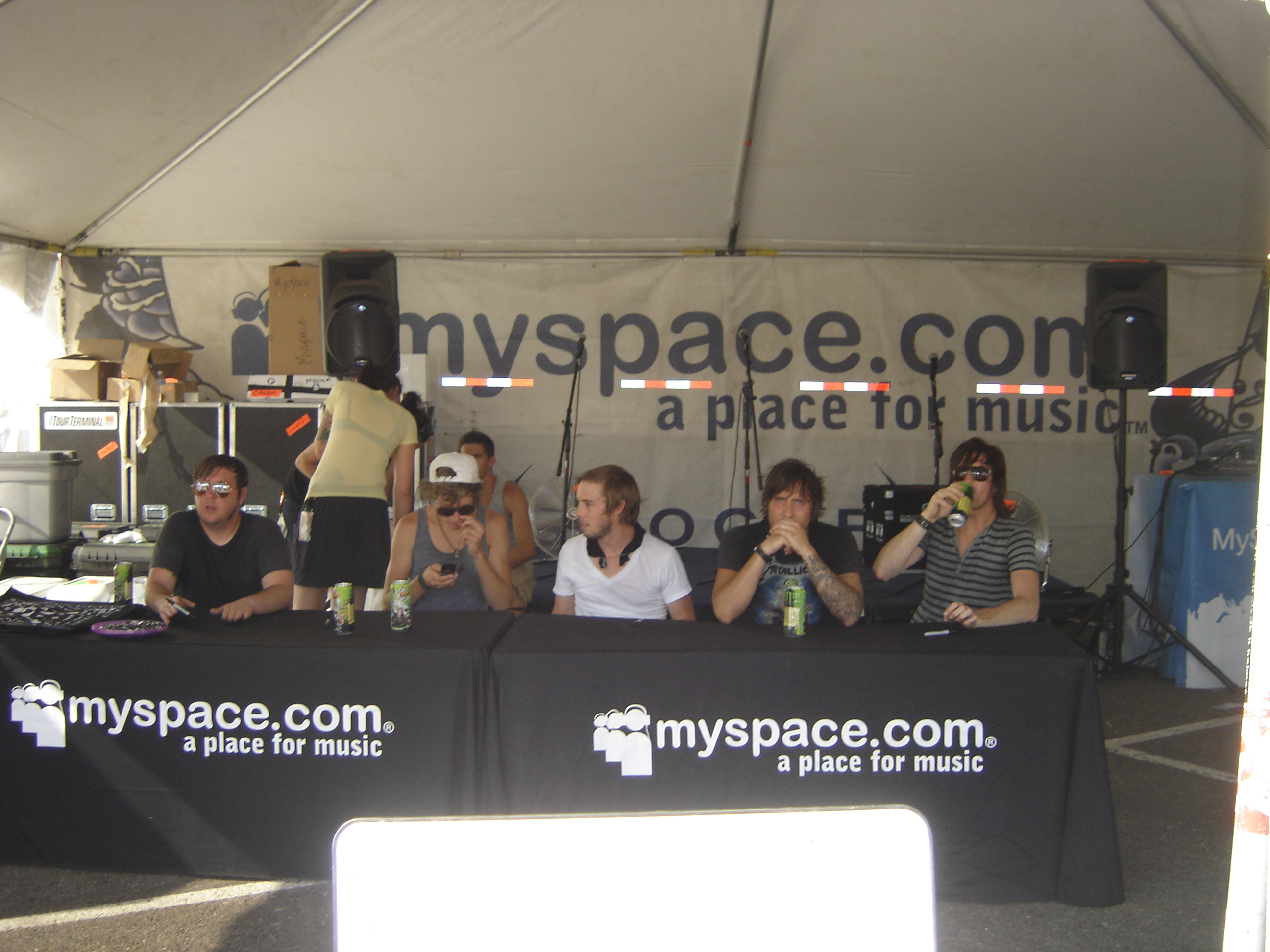
Anberlin voor een signeersessie in Phoenix, Arizona op 12 juli 2007.

### Huidige bezetting
- Stephen Christian – zang (2002-nu)
- Joseph Milligan – gitaar, achtergrondzang (2002-nu)
- Deon Rexroat – basgitaar (2002-nu)
- Christian McAlhaney – gitaar, achtergrondzang (2007-nu)
- Nathan Young – drums (2002-nu)
- Kyle Flynn (touring lid) – gitaar, keyboard, achtergrondzang (2008-nu)

### Voormalige leden
- Nathan Strayer – gitaar, achtergrondzang (2004-2007)
- Joey Bruce – gitaar (2002-2004)
- Randy Torres (touring lid) – gitaar, keyboard, percussie, achtergrondzang (2010)

## Discografie
- 2003 – Blueprints for the Black Market
- 2005 – Never Take Friendship Personal
- 2007 – Cities
- 2007 – Cities Special Edition
- 2007 – Sony Connect Set Live – ep
- 2007 – Lost Songs
- 2008 – New Surrender
- 2010 – Dark Is The Way, Light Is a Place
- 2012 – Vital
- 2014 – Lowborn

## Nevenprojecten

### Anchor & Braille
Stephen Christian startte een akoestisch nevenproject, genaamd Anchor & Braille. Oorspronkelijk was het project een samenwerking met Aaron Marsh van de band Copeland; Marsh is echter niet te horen op het eerste album van het project, getiteld Felt, hoewel hij het wel geproduceerd heeft. Het album Felt werd op 4 augustus 2009 uitgebracht.

## Samenwerking met organisaties
Anberlin heeft in het verleden vaak samengewerkt met goede doelen. Christian richtte zelf de organisatie Faceless International op om mensenhandel en sociale problemen onder de aandacht te brengen. Tijdens de herfsttour van de band in 2010 trad de band ook op in Land of a Thousand Hills Coffee, waar geld wordt opgehaald voor verarmde gemeenschappen. Ook heeft de band lang samengewerkt met To Write Love on Her Arms; deze organisatie was betrokken bij de Cities tour, en heeft een T-shirt uitgebracht waarop een foto van drummer Young te zien was.

## Anberlin in Nederland
Tot nu toe heeft Anberlin Nederland twee keer bezocht. De eerste keer was in 2010, op het Xnoizz Flevo Festival, waar ze op zaterdag 21 augustus optraden op het hoofdpodium. De tweede en laatste keer was in Amersfoort. Anberlin gaf 's avonds een concert in "Podium de Kelder". Daaraan voorafgaand vond er een 'Eat & Greet' plaats met 50 fans in het naastgelegen restaurantje "Eten bij de Vereeniging".